# 에치젠타노역
에치젠타노역(일본어: 越前田野駅)은 일본 후쿠이현 오노시에 위치한 서일본 여객철도 에쓰미호쿠 선의 철도역이다. 단선 승강장 1면 1선의 구조를 갖춘 지상역이다.

## 역 주변
- 도미다 우체국

## 역사
- 1964년 4월 20일 : 에쓰미호쿠 선의 에치젠오노 역 - 에치젠토미다 역 사이에 신설 개업. 여객 취급만.
- 1987년 4월 1일 : 일본국유철도 분할 민영화에 의해, 서일본 여객철도가 승계.
- 2004년
  - 7월 18일 : 호우에 의해 에쓰미호쿠 선 전 노선 운행이 중지되어, 당 역도 영업 정지.
  - 7월 20일 : 에치젠오노 역과 구즈류코역 사이에 열차 운행이 재개되어, 당 역도 영업 재개.

## 인접 역
| 서일본 여객철도 에쓰미호쿠 선         | 서일본 여객철도 에쓰미호쿠 선 | 서일본 여객철도 에쓰미호쿠 선 |
| ------------------------------------- | ----------------------------- | ----------------------------- |
| 에치젠오노 후쿠이 · 에치젠하난도 방면 | ■ 구즈류코 선                 | 에치젠토미다 구즈류코 방면    |